# Сэнфорд, Кёртис
Кёртис Сэ́нфорд (англ. Curtis Sanford; род. 5 октября 1979 года, Оуэн-Саунд, Онтарио, Канада) — канадский хоккеист, голкипер.
7 марта 2015 года объявил о завершении карьеры.

## Игровая карьера
Выступал за «Виэртон Вулвз» из Западной юниорской лиги С, за «Колинвуд Блюз». Не был задрафтован ни одним клубом НХЛ и в 2000 году подписал контракт с «Сент-Луис Блюз» на правах свободного агента, первые 5 лет проводил в клубах низших лиг. В сезоне 2005/06 стал сменщиком Патрика Лалима, в следующем сезоне — Мэнни Легаси. Однако в результате частых травм не мог закрепиться в основном составе.
В межсезонье стал свободным агентом и подписал контракт с «Ванкувер Кэнакс» сроком на один год на сумму 650 000 $, однако он по-прежнему был подвержен травмам, сезон он доигрывал в клубе АХЛ. В межсезонье подписал двусторонний контракт с «Монреаль Канадиенс», однако играл только за фарм «канадиенс» — клуб АХЛ «Гамильтон Булдогс». В 2011 году подписал однолетний контракт на сумму 600 тысяч с «Коламбус Блю Джекетс».
4 июня 2012 года перешёл в ярославский «Локомотив», выступающий в КХЛ. В сезоне 2013/2014 вместе с командой завоевал бронзовые медали Чемпионата России. В общей сложности в КХЛ провёл 130 матчей, заработав в них коэффициент надежности 2.13 и процент отраженных бросков 92,9 %.
7 марта 2015 года объявил о завершении карьеры.

## Статистика
```
Season	            Team	         League	GP	GAA	SVS% 	    	Postseason	GP	GAA	SVS%	 	 	 	  
 1995—1996	 Collingwood Blues	 OPJHL	21	2.09	-	|	 	 	 	  
 1996—1997	 Owen Sound Greys	 MWJHL	6	4.38	-	|	 	 	 	  
 	         Owen Sound Platers	 OHL	19	5.45	.878	|	 	 	 	  
 1997—1998	 Owen Sound Platers	 OHL	30	4.44	.905	|	 Playoffs	9	3.95	.905 
 1998—1999	 Owen Sound Platers	 OHL	56	3.82	.905	|	 Playoffs	16	3.63	.914 
 1999—2000	 Owen Sound Platers	 OHL	53	3.80	.907	|	 	 	 	  
 	         Missouri River Otters	 UHL	6	1.52	.946	|	 	 	 	  
 	         Rochester Americans	 AHL	0	-	-	|	 Playoffs	1	4.25	- 
 2000—2001	 Peoria Rivermen	 ECHL	27	1.91	.925	|	 Playoffs	14	2.07	- 
 	         Worcester IceCats	 AHL	5	4.06	.857	|	 	 	 	  
 2001—2002	 Peoria Rivermen	 ECHL	24	2.45	.906	|	 	 	 	  
 	         Worcester IceCats	 AHL	9	2.46	.922	|	 	 	 	  
 2002—2003	 Worcester IceCats	 AHL	41	2.41	.919	|	 Playoffs	3	2.68	.924 
 	         St. Louis Blues	 NHL	8	1.96	.912	|	 	 	 	  
 2003—2004	 Worcester IceCats	 AHL	43	2.13	.921	|	 Playoffs	9	2.53	.922 
 2004—2005	 Worcester IceCats	 AHL	50	2.69	.901	|	 	 	 	  
 2005—2006	 St. Louis Blues	 NHL	34	2.66	.908	|	 	 	 	  
 	         Peoria Rivermen	 AHL	6	1.84	.929	|	 	 	 	  
 2006—2007	 St. Louis Blues	 NHL	31	3.26	.885	|	 	 	 	  
 2007—2008	 Vancouver Canucks	 NHL	16	2.83	.898	|	 	 	 	  
 2008—2009	 Vancouver Canucks	 NHL	19	2.59	.906	|	 	 	 	  
 	          Manitoba Moose	 AHL	16	1.73	.936	|	 Playoffs	1	1.40	.957 
 2009—2010	 Hamilton Bulldogs	 AHL	41	2.13	.916	|	 Playoffs	9	2.02	.925 
 2010—2011	 Hamilton Bulldogs	 AHL	40	1.93	.930	|	 	 	 	  
 2011—2012	 Columbus Blue Jackets	 NHL	36	2.60	.911	| 	 	 	 	  
 2012—2013	 Локомотив Ярославль	 КХЛ	24	2.25	.927	|	 Плей-офф	6	2.03	.944	 	 	 	
 2013—2014	 Локомотив Ярославль	 КХЛ	40	1.81    .938    |	 Плей-офф	18	1.92	.934  
 2014—2015	 Локомотив Ярославль	 КХЛ	38	2.44    .918    |	 Плей-офф	4	2.87	.905

GP — сыгранные матчи.
GA — пропущенные шайбы.
Svs — отражённые броски («сэйвы»).

```